# Brucella melitensis
'Brucella melitensis je bakterija, gram-negativni kokobacil, iz roda Brucella, koji uzrokuje bolest brucelozu, bolest ovaca, goveda, a ponekad i čvojeka. 
Bakteriju je prvi izolirao Sir David Bruce na Malti iz tijela preminulog britankog vojnika koji je bolovao od malteške vrućice.